# Karine Berthelot-Guiet
Karine Berthelot-Guiet, née le 26 mars 1959 à Ris-Orangis, est une enseignante-chercheuse spécialisée en communication. Elle dirige le CELSA entre 2014 et 2023.

## Biographie

### Jeunesse et formation
Karine Berthelot-Guiet est née à Ris-Orangis.
Après des études au lycée Louis-le-Grand, Karine Berthelot-Guiet entreprend des études de lettres modernes avant d'obtenir un doctorat en linguistique. En 1998, elle est nommée maitresse de conférences au CELSA (Sorbonne Université), et après avoir été habilitée à diriger les recherches en 2004, elle est nommée en 2005 professeure des universités.

### Carrière
Elle obtient en 1997 l'habilitation à diriger les recherches à l'université Paris 4–Sorbonne Celsa.
Entre 1998 et 2014, elle est responsable du département "marketing, publicité, communication".
De 2013 à 2014, elle devient codirectrice du Gripic et codirectrice du master "recherche et développement en sciences de l'information et de communication".
Entre 2014 et 2023, elle dirige le CELSA .
En 2024, Karine Berthelot-Guiet est responsable du master « Communication en transition ». Elle est chercheuse du Groupe de recherches interdisciplinaires sur les processus d’information et de communication (GRIPIC) depuis 1998.

## Œuvre
Son premier livre, Paroles de pub. La vie triviale de la publicité (2013), est une étude des discours publicitaires,.
Elle participe à un ouvrage collectif avec Jean-Jacques Boutaud, Sémiotique, mode d’emploi (2015) où « la priorité est donnée à la réflexion sur la méthode, sur l’application plus qu’au processus applicatif lui-même », selon Julien Péquignot dans la revue Questions de communication.

#### Ouvrages
- Karine Berthelot-Guiet, Analyser les discours publicitaires, Paris, Armand Colin, 2015, 176 p. (ISBN 978-2200601256)

- Karine Berthelot-Guiet, Caroline Marti et Valérie Patrin-Leclère, La fin de la publicité : Tours et contours de la dépublicitarisation, Paris, Édition Le Bord de l'eau, coll. « Mondes marchands », 2014, 200 p.

- Karine Berthelot-Guiet, Paroles de pub : La vie triviale de la publicité, Paris, Éditions Non Standard, coll. « SIC », 2013, 336 p. (ISBN 978-2954285214)

#### Articles
- (en) Karine Berthelot-Guiet et Juliette Charbonneaux, « Rare cancers and digital quest for authority during Covid 19 Pandemic », Human Interaction & Emerging Technologies (IHIET 2022): Artificial Intelligence & Future Applications,‎ 2022 (HAL hal-03834659v1, lire en ligne [PDF])
- Karine Berthelot-Guiet, « Grandir en publicité : marques et mythes d’enfance », Jeunes et médias. Les cahiers francophones de l'éducation aux médias, no 9 « Naitre et grandir en terres publicitaires (Myriam Bahuaud & Agnès Pecolo, coord.) »,‎ 2017, p. 113-125 (HAL hal-02150245, lire en ligne [PDF])
- Karine Berthelot-Guiet, « De Nîmes ou de Gênes : des noms et des jeans. S'habiller du nom et habiller le nom, le cas de la marque Marithé+François Girbaud », Actes sémiotiques, no 117,‎ 2014, p. 13 (HAL hal-03749762v1, lire en ligne)
- Karine Berthelot-Guiet et Stéphanie Kunert, « Introduction », Communication & langages, no 177 « Les langages du genre. Sémiotique et communication »,‎ 2013 (HAL hal-03749732v1, lire en ligne)
- Karine Berthelot-Guiet et Jean-Jacques Boutaud, « La vie des signes au sein de la communication : vers une sémiotique communicationnelle », Revue française des sciences de l'information et de la communication, no 3,‎ 2013 (lire en ligne)
- Karine Berthelot-Guiet, Valérie Patrin-Leclère et Caroline Marti, « Entre dépublicitarisation et hyperpublicitarisation : Une théorie des métamorphoses du publicitaire », Semen. Revue de sémio-linguistique des textes et discours, no 36,‎ 2013, p. 53-68 (HAL hal-03749763, lire en ligne)
- Karine Berthelot-Guiet, Denis Benoit et Christian Marcon, « La marque objet communicationnel », Communication et Management, nos 1-2,‎ 2013 (DOI 10.3917/comma.101.0005, HAL hal-03749736v1)
- Karine Berthelot-Guiet, « Extension du domaine de la conversation », Communication & langages,‎ 2011, p. 77-86 (lire en ligne)